# Sikosaari (ö i Södra Savolax, Pieksämäki, lat 61,78, long 27,61)
Sikosaari är en ö i Finland. Den ligger i sjön Rautjärvi och i kommunen Jockas i den ekonomiska regionen  Pieksämäki ekonomiska region  och landskapet Södra Savolax, i den södra delen av landet, 230 km nordost om huvudstaden Helsingfors. Öns area är 5,7 hektar och dess största längd är 440 meter i sydöst-nordvästlig riktning.